# Gruiu (Nucșoara), Argeș
Gruiu (în trecut, Secăturile) este un sat în comuna Nucșoara din județul Argeș, Muntenia, România.